# Dipavamsa

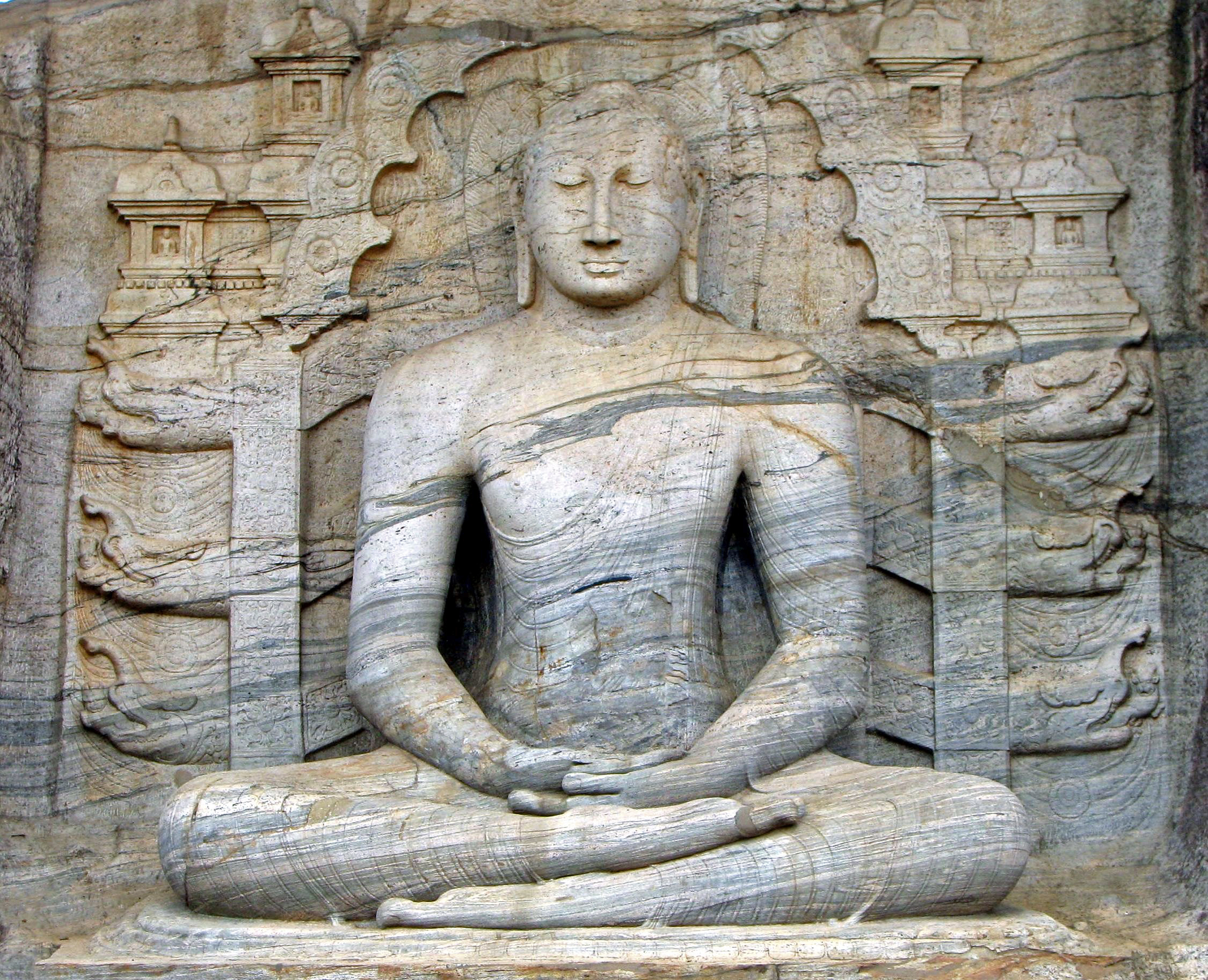
Gal Vihara: Templo rupestre con esculturas de Buda, conectado históricamente al Dipavamsa.

El Dipavamsa ( en pali: [diːpɐˈʋɐ̃sɐ], «Crónica de la Isla») es el registro histórico más antiguo de Sri Lanka. Se cree que la crónica fue compilada por Atthakatha y otras fuentes alrededor de los siglos III y IV de nuestra era. Junto con el Mahavamsa, es la fuente de muchos relatos de la historia antigua de Sri Lanka y la India. Su importancia reside no únicamente como fuente de historia y leyenda, sino también como una importante obra temprana de la literatura budista y pali.

## Representación de las sectas budistas
Comenzando con el Dipavamsa en el siglo IV, el Theravādins del Mahāvihāra en Sri Lanka trató de identificarse con la secta original Sthavira de la India. El Dipavamsa elogió a la escuela Theravada como un «gran árbol baniano», y retrata despectivamente a las otras primeras escuelas budistas como espinas (kaṇṭaka).
Estas 17 sectas son cismáticas,
Solo uno no es cismático.
Con la secta no cismática,
Hay dieciocho en total.
Como un gran baniano,
el Theravāda es supremo,
La Dispensación del Conquistador,
completo, sin carencias ni excesos.
Las otras sectas surgieron
como espinas en el árbol.
- Dipavamsa, 4.90-91.

## Relación con el Mahavamsa
En cuanto a la leyenda de Vijaya, Dipavamsa ha tratado de ser menos natural que la obra posterior, Mahavamsa al referirse al marido de la princesa Kalinga-Vanga, antepasado de Vijaya, como un hombre llamado Sinha que era un forajido que atacaba a las caravanas en ruta. Mientras tanto, Sinha-bahu y Sinhasivali, como reyes del reino de Lala (Lata), «dieron a luz a hijos gemelos, dieciséis veces»". El mayor fue Vijaya y el segundo fue Sumitta. Como Vijaya tenía una conducta cruel e indecorosa, el pueblo enfurecido y pidió al rey que matara a su hijo. Pero el rey hizo que él y sus setecientos seguidores abandonaran el reino, y desembarcaron en Sri Lanka, en un lugar llamado Tamba-panni, el día exacto en que el Buda pasó a Maha Parinibbana.
El Dipavamsa da un relato más completo de la llegada de Theri Sangamitta (hija de Asoka), pero la historia épica de Dutugamunu se trata solo brevemente, en diez estrofas de Pali, mientras que el Mahavamsa le dedicó diez capítulos. Debido a la mayor atención prestada a las monjas de Sri Lanka en la Dipavamsa, así como a la descripción de Sangamitta como particularmente competente en historia, Hugh Nevill sugirió que el Dipavamsa podría haberse originado en la comunidad de monjas de uno o más de los viharas, en lugar de estar compuesta únicamente por monjes.
Está considerado «material de origen» para el Mahavamsa. Esta última está organizada de manera más coherente, y es probablemente es la mayor epopeya religiosa e histórica en la lengua pali. La historiografía —es decir, la cronología de los reyes, las batallas, etc.— que se da en el Mahavamsa, y en esa medida en el Dipavasma, se cree que es en gran medida correcta desde aproximadamente el momento de la muerte de Asoka.